# Rashida Tlaib
Rashida Harbi Tlaib (Detroit, Michigan, Amerikai Egyesült Államok, 1976. július 24. –) palesztin származású amerikai demokrata politikus, 2019 óta Michigan állam 13. választókerületének képviselője az Egyesült Államok kongresszusában.

## Életpályája
Rashida Harbi Elabed Detroitban született 1976-ban, két palesztin bevándorló 14 gyermekének legidősebbjeként. Anyja egy, Ramallához közeli faluból származik, apja Kelet-Jeruzsálemben született, Detroitban mindketten foglalkoztak autóösszeszereléssel, a család szegény volt. Szüleivel otthon arabul beszélt, sokszor ő volt a család tolmácsa gyerekkorában. A Southwestern High School-ba járt Detroitban, ott is érettségizett 1994-ben. 1998-ban diplomázott politológiából a Detroit-i Wayne State University-n, családjából ő lett az első, aki gimnáziumba, és az első, aki egyetemre járt. 2004-ben jogi diplomát szerzett a Western Michigan University-n, ezután pedig az Arab Közösségi Központ Gazdasági és Társadalmi Szolgáltatásoknak (ACCESS) kezdett el dolgozni.
2004-ben kezdett el egy  michigani képviselő, Steve Tobocman mellett gyakornokoskodni, 2007-ben csatlakozott a politikus stábjához.
2008-ban indult Michigan állam kongresszusa 12. választókerületének képviselőségéért, legyőzte ellenfelét, a republikánus Darrin Daigle-t, megszerezvén a szavazatok 90 százalékát. Ő lett az első muszlim nő, aki Michigan állam törvényhozásában valaha szolgált. Kétszer választották újra, de ezután nem indulhatott többször, így megpróbálkozott az állami szenátus negyedik választókörzetéért indulni, próbálkozása viszont sikertelen volt, mivel az előválasztást elvesztette az épp hivatalban lévő Virgil Smith ellen. Tlaib fő prioritása Michigani képviselőként választópolgárai környezetének biztonsága volt, mivel a körzet közel volt több szennyező forráshoz. Ezen túl foglalkozott körzetének lakosai egészségével is, több millió dollárt biztosított ingyenes klinikáknak a körzetben, valamint olyan szabálytervezetei lettek törvények, melyek a lakosokat védik különféle csalóktól.
Miután a törvényhozásban töltött terminusa véget ért, a Sugar Law Center-ben dolgozott, ami egy, a társadalmi és gazdaság igazságszolgáltatásért küzdő szervezet. Itt a rasszista katasztrófavédelem, a visszaélésszerű állami szervek és hasonlók ellen küzdött a bíróságokon.
2018-ban indult Michigan 13. választókerületének képviselőségéért az Egyesült Államok szövetségi kongresszusában. Az demokraták között rendezett előválasztást megnyerte, hat induló politikus közt Tlaib a szavazatok 31 százalékát szerezte meg, az általános választásokon republikánus jelölt nem volt, így megnyerte a választást. Azóta kétszer választották újra, 2020-ban, és 2022-ben, bár ekkor már az újrarajzolt 12. körzetben. A 2022-es előválasztást annak ellenére nyerte meg, hogy a pro-Izrael lobbi, az AIPAC csaknem 700 000 dollárt költött centristább ellenfelének kampányára. Kongresszusi munkája alatt dollármilliókat hozott körzetének és kritikusan fontos szolgáltatásokat biztosított körzetének lakói számára, pandémia alatt pedig segített abban, hogy megállítsa a vízkimaradásokat.

## Politikája
Tlaib politikája progresszív, a kongresszusban tagja a hozzá hasonló baloldali politikusokból álló Squad-nak. Tagja az Amerikai Demokratikus Szocialisták szervezetnek. Támogatja, hogy a LMBTQI+ közösségnek további védelmet biztosítson az állam, kiemeli a transzjogok védelmét. Elmondása szerint évek óta küzd a fekete amerikaiak ellen irányuló rasszizmus ellen, de szorgalmazza a humánusabb migrációs törvények beiktatását is. Véleménye szerint az egyetemi oktatást ingyenessé kell tenni. Mivel a lakhatást emberi jognak tartja, küzd a korrupt főbérlők ellen.
Aktivistaként évekig küzdött a környezetvédelemért, ez a prioritásai között maradt, főleg saját körzetének szennyezettsége miatt. Véleménye szerint az egészségügy emberi jog, emiatt támogatja, hogy minden amerikai kapjon garantált egészségügyet. A kongresszus egyetlen palesztin-amerikaijaként többször kiállt Izrael a palesztinokat érintő erőszakos tettei ellen, valamint része annak a néhány képviselőnek, aki minden évben az USA több száz milliárdos honvédelmi költségvetése ellen szavaz.